# チチコグサモドキ
チチコグサモドキ（学名: Gamochaeta pensylvanicum）は、キク科ウスベニチチコグサ属の一年草もしくは二年草。北米原産とされるが、世界中に帰化している。畑や芝地、道端に生育する。中国名は、匙葉鼠麴草。

## 形態・生態
一年草もしくは二年草。草丈は10 - 30センチメートル (cm) になる。茎はほとんど分岐せず、全体に白い綿毛が密生して灰白色に見える。
葉は長さ1 cm内外のへら形で、両面が白く長い綿毛に覆われる。葉の先端は淡褐色の硬点となり、毛は下面のほうが密に生える。
花期は夏から秋。頭状花は上部の葉腋に数個ずつまとまってつき、全体に短い穂状になる。総苞は長さ4 - 5ミリメートル (mm) の卵形で、総苞片が膜状で3列に重なり、先はやや尖る。
果実（痩果）は、楕円形で表面に粒状の突起があり、基部に白色の冠毛が放射状につく。

## 分布
北アメリカを原産地とし、南アメリカ、ヨーロッパ、アフリカ、アジア、オセアニアに移入分布する。日本では北海道から九州までのほぼ全国に帰化している。台湾には古くから帰化しており、G. indicum に割り当てられチチコグサモドキと呼ばれていた。日本に入ったのは大正末期か昭和の初めと考えられているが、現在は日本中に広がっている。